# Copelatus vagestriatus
Copelatus vagestriatus är en skalbaggsart som beskrevs av Zimmermann 1919. Copelatus vagestriatus ingår i släktet Copelatus och familjen dykare. Inga underarter finns listade i Catalogue of Life.